# Шидловский, Николай Владимирович
Никола́й Влади́мирович Шидло́вский (1843—1907) — государственный деятель Российской империи, сенатор, член Государственного совета (с 1895, по департаменту экономии), помещик Воронежской губернии. Действительный тайный советник (1902). В 1905 году возглавлял Комиссию Шидловского.
Его брат — Сергей Владимирович Шидловский (1846—1912).

## Биография
Родился 14 (26) ноября 1843 года в слободе Новохуторская (Благодатная, Сухочева) Бирюченского уезда Воронежской губернии (ныне село Новохуторное Красногвардейского района Белгородской области) в семье отставного поручика Владимира Дмитриевича Шидловского (1816—1892); мать — Екатерина Арсеньевна, урождённая Козлова.
Окончил Тамбовскую гимназию, затем вольнослушателем — юридический факультет Императорского Санкт-Петербургского университета; 18 декабря 1865 года вступил в службу в отделение законов Государственной канцелярии. С 1 января 1879 года — помощник статс-секретаря, заведовал делопроизводством в учреждении при Государственном Совете комиссии о тюремном преобразовании. Работал над «вопросами о каторге»: добился отмены ссылки в Сибирь за общие преступления; 3 декабря 1879 года был произведён в действительные статские советники.
В 1881 году был перемещён в отделение (департамент) государственной экономии, в 1891 году назначен членом комиссии, образованной для обсуждения вопроса о мерах к поддержанию дворянского землевладения. С 1 января 1885 года состоял в чине тайного советника.
В апреле 1892 года получил Высочайшее повеление присутствовать в Сенате, сначала в IV-м департаменте, а спустя 8 месяцев — в I-м департаменте, затем — в соединённом присутствии первого и кассационных департаментов, и наконец в соединённом присутствии.
Был назначен 9 марта 1895 года статс-секретарём Государственного совета, членом департамента государственной экономии; занимался реформированием ведомства.
Был холост.
Скончался 1 (14) марта 1907 в Санкт-Петербурге. Был похоронен на родине, в селе Благодатное Бирюченского уезда Воронежской губернии.

## Награды
- Орден Святого Владимира 3-й степени (01.01.1882)
- Орден Святого Станислава 1-й степени (15.05.1883)
- Орден Святой Анны 1-й степени (01.01.1887)
- Орден Святого Владимира 2-й степени (01.01.1890)
- Орден Белого орла (01.01.1892)
- Орден Святого Александра Невского (01.01.1898)
- Бриллиантовые знаки к ордену Святого Александра Невского (01.01.1907)